# HD 223778
HD 223778，又名BD+74 1047，SAO 10879、HR 9038，是一個三星系統，视星等为6.39，位于銀經119.18，銀緯13.1，其B1900.0坐标为赤經23h 47m 31.7s，赤緯+74° 13.1′ 13″。